# 波克罗夫卡农村居民点 (伊夫尼亚区)
波克罗夫卡农村居民点（俄语：Покровское сельское поселение）是俄罗斯联邦别尔哥罗德州伊夫尼亚区所属的一个农村居民点。其下辖有5个居民点，行政中心为波克罗夫卡。据2016年统计，该农村居民点的人口为1085人。